# スタン・レーン
"スウィート" スタン・レーン（"Sweet" Stan Lane、本名：Wallace Stanfield Lane、1953年8月5日 - ）は、アメリカ合衆国の元プロレスラー。ノースカロライナ州グリーンズボロ出身。
主にタッグプレイヤーとしての実績で知られ、スティーブ・カーンとのファビュラス・ワンズ、ボビー・イートンとのミッドナイト・エクスプレス、トム・プリチャードとのヘブンリー・ボディーズなど、様々なタッグチームで活躍した。

## 来歴

### 初期
1974年、リック・フレアーの仲介により地元ノースカロライナのNWAミッドアトランティック地区にてデビュー。フレアーにあやかり、デビュー当時はスタン・フレアー（Stan Flair）なるリングネームを名乗っていた。
1979年より "ネイチャー・ボーイ" スタンリー・レーン（"Nature Boy" Stanley Lane）の名義でフロリダ地区に参戦。同タイプのブライアン・セント・ジョンと組んで若手のヒールとして頭角を現し、エディ・グラハム&レイ・スティーブンス、マイク・グラハム&スティーブ・カーン、ジャック・ブリスコ&ジム・ガービンなどのチームを破ってNWAフロリダ・タッグ王座を再三獲得した。1980年9月にはジム・バーネットの主宰するジョージア・チャンピオンシップ・レスリングに出場し、ジョージア版のNWAジュニアヘビー級王座をケビン・サリバンから奪取している。
1981年7月、当時フロリダ地区と提携していた新日本プロレスの『サマー・ファイト・シリーズ』に初来日。キック攻撃を主体としたイキのいいラフファイトを披露し、7月10日に札幌中島スポーツセンター、8月2日に蔵前国技館において、藤波辰巳のWWFジュニアヘビー級王座に連続挑戦した。シリーズの外国人エース格だったアブドーラ・ザ・ブッチャーやマスクド・スーパースターと組んでの6人タッグマッチでメインイベントにも出場し、アントニオ猪木とも対戦している。

### ファビュラス・ワンズ
帰国後はテネシー州メンフィスのCWAに主戦場を移し、1982年よりベビーフェイスに転向。リングネームをスタン・レーン（Stan Lane）に改め、フロリダでの宿敵だったスティーブ・カーンとファビュラス・ワンズ（The Fabulous Ones）を結成する。当時のプロレス界では目新しかったMTVスタイルのミュージック・ビデオも製作され（音楽はZZトップが担当）、女性や子供を中心に大きな人気を獲得、後のロックンロール・エクスプレスやファンタスティックスなどのアイドル系タッグチームの先駆的存在となった。
1984年はAWAに参戦してロード・ウォリアーズと抗争。その間、CWAはトミー・リッチとエディ・ギルバートに新ファビュラス・ワンズを名乗らせるなど、一時はCWAとの間に軋轢も生じたが、同年の下期よりメンフィスに復帰。翌1985年にかけて、ジミー・ハート率いるファースト・ファミリー（リック・ルード&キングコング・バンディ）やPYTエクスプレス（ココ・ウェア&ノーベル・オースチン）などを相手に南部タッグ王座を巡る抗争を展開した。
1986年は古巣のフロリダに戻り、ザ・シープハーダーズ（ブッチ・ミラー&ルーク・ウィリアムス）とUSタッグ王座を争った。同年8月12日にはタンパにて、新日本プロレスから遠征してきた藤波辰巳&木村健吾とも対戦しており、この試合はテレビ朝日の『ワールドプロレスリング』でも放送された。

### ミッドナイト・エクスプレス
1987年にファビュラス・ワンズを解散し、自身のキャリアの出発点であるミッドアトランティックのジム・クロケット・プロモーションズに復帰。再度のヒールターンを行い、同プロを離脱したデニス・コンドリーに代わるボビー・イートンの新パートナーとして、ミッドナイト・エクスプレス（The Midnight Express）に加入する。1988年9月10日にはフォー・ホースメンのタリー・ブランチャード&アーン・アンダーソンを破り、ミッドアトランティック版のNWA世界タッグ王座を獲得した。
クロケット・プロがテッド・ターナーに買収された1988年11月以降も新会社のWCWに継続参戦し、コンドリーとランディ・ローズのオリジナル・ミッドナイト・エクスプレスやリック&スコットのスタイナー・ブラザーズと抗争を展開していたが、1990年10月27日のPPV "Halloween Havoc" を最後に、マネージャーのジム・コルネットと共にWCWを離脱した。

### ヘブンリー・ボディーズ
WCW脱退後はメンフィスに戻り、CWAの後継団体であるUSWAにて、コルネットをマネージャーにカーンとのファビュラス・ワンズをヒール・バージョンで一時的に再結成。1991年初頭に、ジェリー・ローラー&ジェフ・ジャレットとUSWA世界タッグ王座を争っている。
同年10月、コルネットがノックスビルにて旗揚げしたスモーキー・マウンテン・レスリングに参画。ドクター・トム・プリチャードをパートナーに、ヘブンリー・ボディーズ（The Heavenly Bodies）なる新チームを結成する。1992年からはロックンロール・エクスプレス（リッキー・モートン&ロバート・ギブソン）やニュー・ファンタスティックス（ボビー・フルトン&ジャッキー・フルトン）など、ファビュラス・ワンズの影響下にあったチームと抗争を繰り広げた。
1993年5月15日、ロックンロール・エクスプレスとのルーザー・リーブス・タウン・マッチに敗れたことを機に、ジミー・デル・レイをヘブンリー・ボディーズの後任にしてフルタイムのレスラー活動から引退。同年10月にはWARへの参戦で12年ぶりの来日を果たし、シングルマッチではミル・マスカラスやウルティモ・ドラゴン、ジョン・テンタと組んでのタッグマッチでは天龍源一郎&冬木弘道と対戦した。

### 引退後
現役を離れると、1993年よりスモーキー・マウンテン・レスリングとの業務提携を開始したWWFにカラー・コメンテーターとして登場。ビンス・マクマホン、ゴリラ・モンスーン、テッド・デビアスらと共に『WWFスーパースターズ』や『WWFレスリング・チャレンジ』などの番組のホストを1996年まで担当した。その間の1995年6月10日には、USWAにてファビュラス・ワンズを再々結成してワンナイト・タッグチーム・トーナメントに出場、決勝でリッチ&ダグ・ギルバートを破り優勝を収めた。
1999年より各地のインディー団体にレジェンドとしてゲスト参戦しており、2004年にはROHにてイートンやコンドリーとミッドナイト・エクスプレスを再結成。2005年8月27日に開催されたオールドタイマーによるリユニオン・イベント "WrestleReunion" では、ドリー・ファンク・ジュニア、テリー・ファンク、ミック・フォーリーとの6人タッグマッチが行われた。2006年3月5日の "World Wrestling Legends" にもイートン&コンドリーとのトリオで出場し、ボブ、スコット、ブラッドのアームストロング・ファミリーと対戦した。

## 得意技
- ハイキック
- ロシアン・レッグ・スウィープ
- ダブルアーム・スープレックス
- フライング・ラリアット

## 獲得タイトル
ジョージア・チャンピオンシップ・レスリング
- NWAジョージア・ジュニアヘビー級王座：1回[4]

チャンピオンシップ・レスリング・フロム・フロリダ
- NWAフロリダ・タッグ王座：3回（w / ブライアン・セント・ジョン）[3]
- NWA USタッグ王座（フロリダ版）：2回（w / スティーブ・カーン）[9]

コンチネンタル・レスリング・アソシエーション
- CWA USジュニアヘビー級王座：1回[20]
- AWA南部タッグ王座：16回（w / スウィート・ブラウン・シュガー、ロン・バス、スティーブ・カーン×14）[8]

サウスウエスト・チャンピオンシップ・レスリング
- SCW世界タッグ王座：1回（w / スティーブ・カーン）[21]

ミッドアトランティック・チャンピオンシップ・レスリング
- NWA USタッグ王座（ミッドアトランティック版）：3回（w / ボビー・イートン）[22]
- NWA世界タッグ王座（ミッドアトランティック版）：1回（w / ボビー・イートン）[11]

ユナイテッド・ステーツ・レスリング・アソシエーション
- USWA世界タッグ王座：1回（w / スティーブ・カーン）[13]

スモーキー・マウンテン・レスリング
- SMWタッグ王座：5回（w / トム・プリチャード）[15]